# Franz Mohaupt
Franz Mohaupt (29. srpna 1854 Frýdlant – 21. října 1916 Česká Lípa) byl německý hudební skladatel a sbormistr.

## Život
Vystudoval litoměřický učitelský ústav a po něm pokračoval na pražské konzervatoři, kde studoval hru na varhany. Během zdejšího studia se potkal se skladatelem Antonínem Dvořákem a předložil mu k odbornému posouzení své skladby. Dvořák díla pochválil a doporučil Mohauptovi, aby se zaměřil především na písně a tvorbu pro pěvecké sbory. Mohaupt Dvořákovy rady poslechl a právě díla tohoto druhu jsou z jeho tvorby nejvíce ceněna.
Po studiích pedagogicky působil v Karlíně, části Prahy, odkud následně odešel do České Lípy, v níž byl roku 1896 jmenován prvním ředitelem tamní dívčí měšťanské školy. Ač Němec, dbal ve své škole na národnostní toleranci mezi Čechy a Němci. Ve městě patřil mezi spoluzakladatele Mužského pěveckého sboru, který při svých vystoupeních prezentoval předně Mohauptovu tvorbu.
V roce 1924, u příležitosti nedožitých skladatelových sedmdesátin, iniciovali členové sboru pojmenování tehdy nově zřízené kašny v městském parku po Mohauptovi, což se nakonec zdařilo. Na kašně se objevila také plaketa zachycující skladatele, kterou vytvořila Johana Michelová-Meierová, vídeňská sochařka pocházející z České Lípy. Plaketa byla sice v roce 1943 sejmuta, nicméně roku 2006 se na místo vrátila zpět.
Další vzpomínka na Mohaupta je umístěna východně od frýdlantského kostela Nalezení svatého Kříže na pomníku věnovaném jak jemu, tak dalšímu místnímu rodákovi, Heinrichu Ehrlichovi.